# Виржиния (Минас-Жерайс)
Виржиния (порт. Virgínia) — муниципалитет в Бразилии, входит в штат Минас-Жерайс. Составная часть мезорегиона Юг и юго-запад штата Минас-Жерайс. Входит в экономико-статистический микрорегион Итажуба. Население составляет 8817 человек на 2006 год. Занимает площадь 326,418 км². Плотность населения — 27,0 чел./км².
Праздник города — 30 августа.

## История
Город основан 30 августа 1911 года.

## Статистика
- Валовой внутренний продукт на 2003 год составляет 41 170 921,00 реалов (данные: Бразильский институт географии и статистики).
- Валовой внутренний продукт на душу населения на 2003 год составляет 4698,27 реалов (данные: Бразильский институт географии и статистики).
- Индекс развития человеческого потенциала на 2000 год составляет 0,709 (данные: Программа развития ООН).

## География
Климат местности: горный тропический. В соответствии с классификацией Кёппена, климат относится к категории Cwb.